# Joseph von Fraunhofer

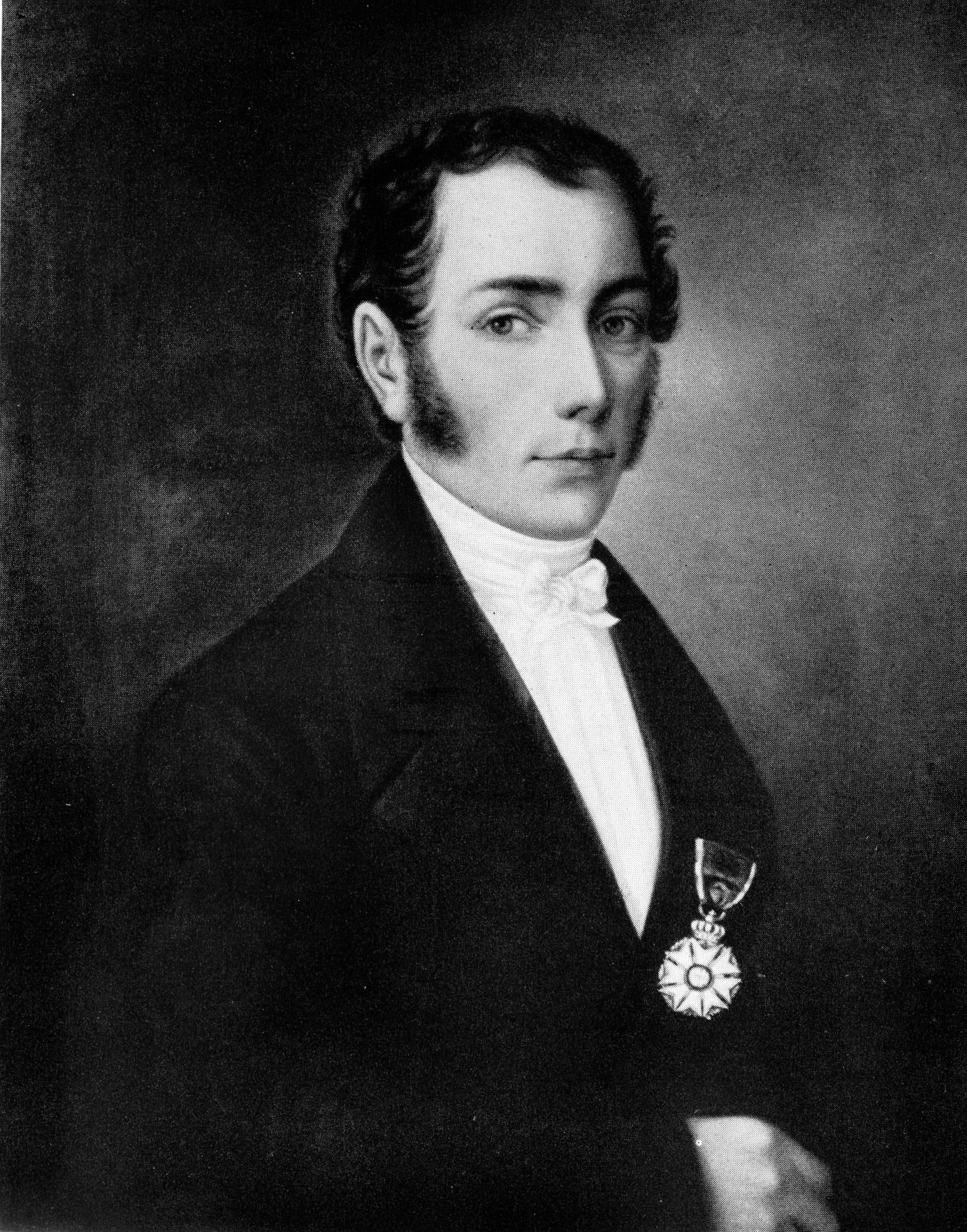
Joseph von Fraunhofer.

Joseph Fraunhofer, seit 1824 Ritter von Fraunhofer, (* 6. März 1787 in Straubing; † 7. Juni 1826 in München) war ein deutscher Optiker und Instrumentenbauer in Benediktbeuern und München. Er begründete am Anfang des 19. Jahrhunderts den wissenschaftlichen Fernrohrbau. Ein farbreiner Objektivtyp, das Fraunhofer-Objektiv, wurde nach ihm benannt.
Seine hervorragendste Leistung besteht in der Verbindung von exakter wissenschaftlicher Arbeit und deren praktischer Anwendung für neue innovative Produkte. Mit dieser Denkweise wurde der Autodidakt Joseph Fraunhofer zum Vorbild und Namensgeber der heutigen Fraunhofer-Gesellschaft.

## Leben und Wirken

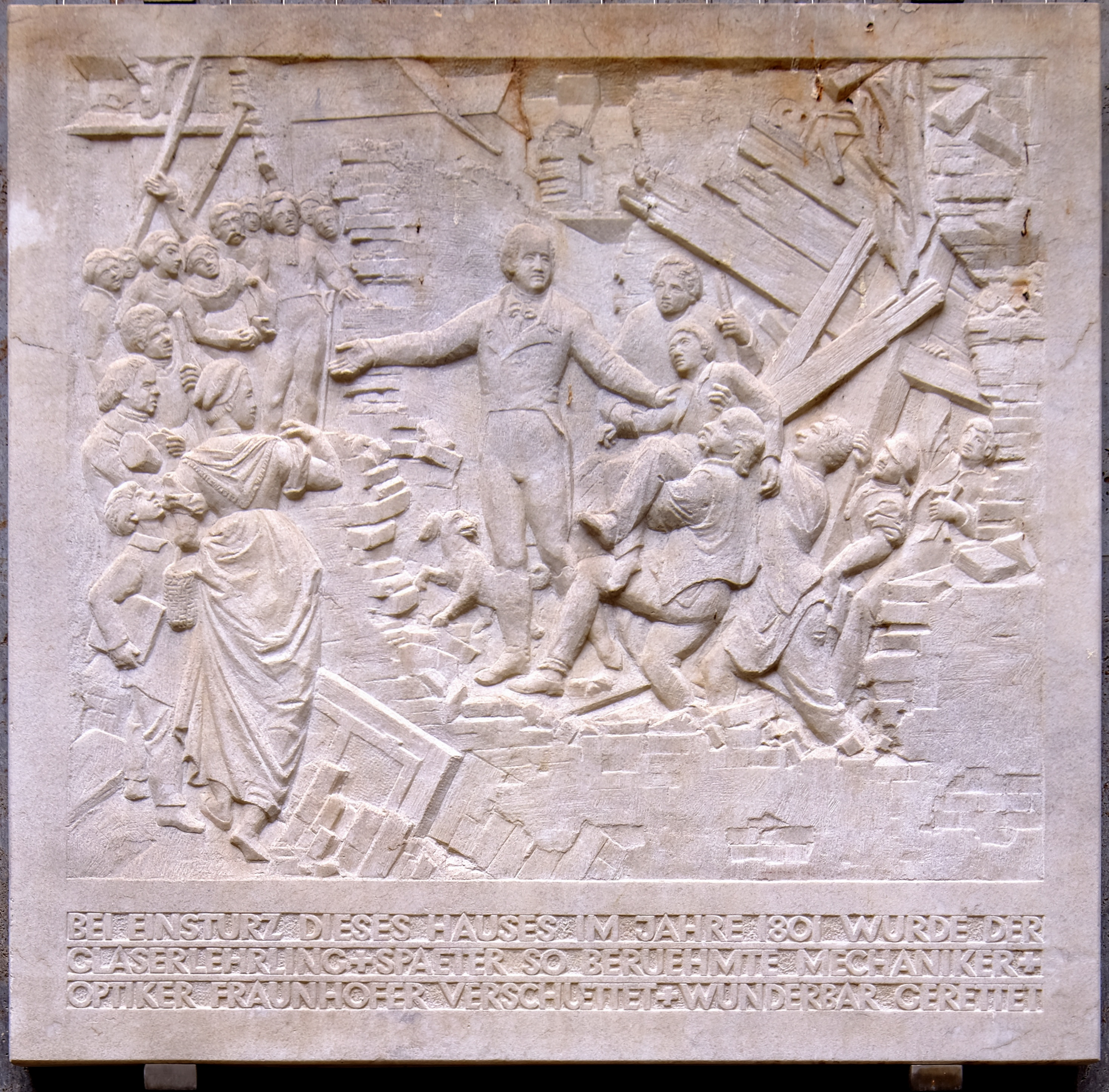
Zum Andenken an Fraunhofers Rettung wurde 1983 eine Gedenktafel am Gebäude Thiereckstraße 3 in der Münchner Altstadt angebracht.

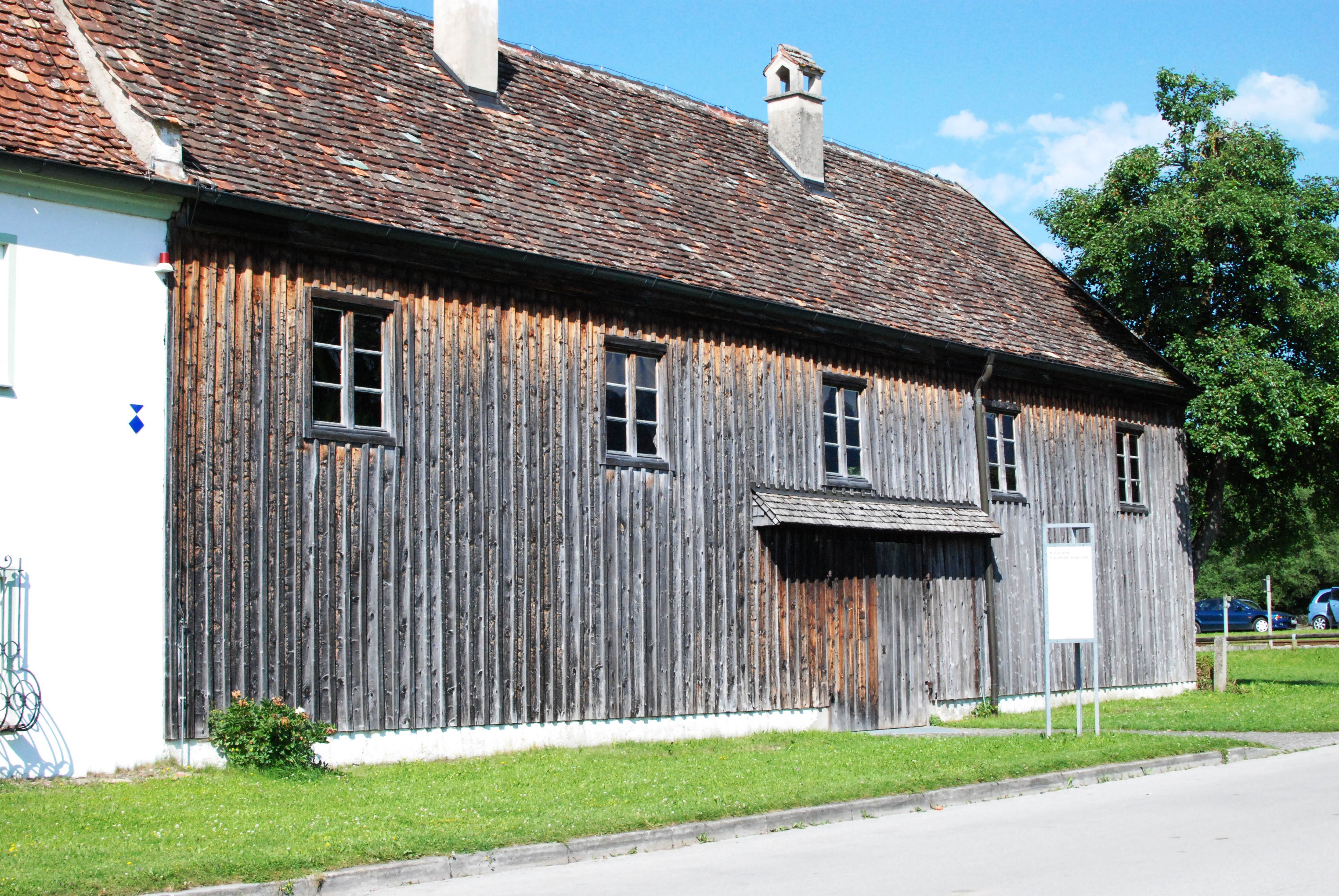
Fraunhofer-Glashütte, jetzt Museum, in Benediktbeuern.

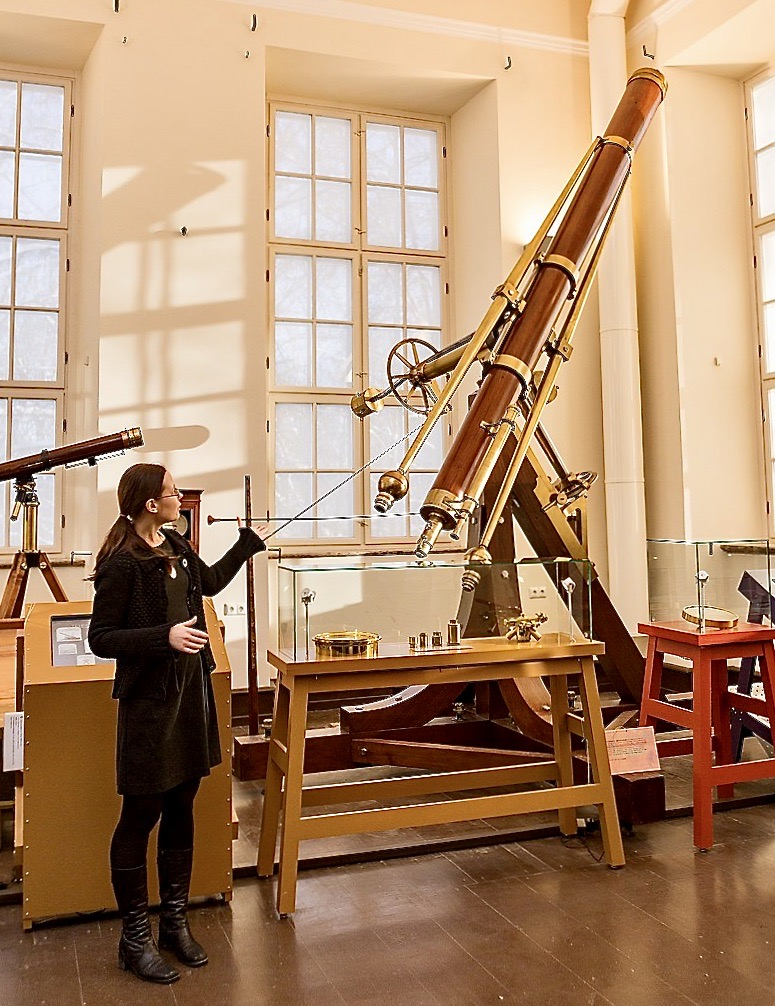
Fraunhofers Refraktor für die Sternwarte Dorpat (jetzt Tartu).

Joseph Fraunhofer wurde als elftes Kind des Glasermeisters Franz Xaver Fraunhofer und seiner Frau Anna Maria, geb. Fröhlich, in Straubing geboren. Der Tod der Mutter im Juni 1797 machte ihn mit 10 Jahren zum Halbwaisen, ein Jahr später starb der Vater. Mit 12 Jahren wurde Fraunhofer von seinem Vormund Philipp Anton Weichselberger in eine sechsjährige Spiegelschleiferlehre zum Spiegelmacher und Zierraten-Glasschleifer  nach München gegeben. Dort überlebte er 1801 den Einsturz des Hauses seines Lehrherrn.
Bei seiner aufsehenerregenden Rettung war Kurfürst Maximilian IV. persönlich anwesend, der von dem glücklichen Ausgang beeindruckt war und Joseph Fraunhofer 18 Dukaten schenkte. Mit diesem Geld erwarb Fraunhofer eine Glasschneidemaschine und kaufte sich von den restlichen Lehrmonaten frei. Auch der Geheime Rat und Unternehmer Joseph von Utzschneider hatte die Rettung beobachtet und nahm sich des Jungen an. Er ermöglichte Fraunhofer den Besuch der Sonntagsschule und verschaffte ihm Zugang zu mathematischer und optischer Fachliteratur. Nach seiner Lehre trat Fraunhofer 1806 als Optiker ins Mathematisch-Feinmechanische Institut von Reichenbach, Utzschneider und Liebherr ein. Dieses Institut war 1802 vom Erfinder Georg Reichenbach und dem Uhrmacher Joseph Liebherr zur Herstellung von astronomischen und geodätischen Instrumenten gegründet worden, Utzschneider hatte sich 1804 als Geldgeber angeschlossen.
Die optische Werkstätte wurde 1807 nach Benediktbeuern verlegt, wo Fraunhofer seine erste wissenschaftliche Arbeit Über parabolische Spiegel und Beschreibung krummliniger Segmente verfasste, unter dem Schweizer Optiker Pierre-Louis Guinand arbeitete und 1811 Betriebsleiter wurde. Dort entwickelte er neue Schleifmaschinen, eine Poliermaschine, eine Messmethode zur Kontrolle der Linsenform sowie neue Glassorten für optische Gläser (schlierenfreies Flintglas), die die Abbildungsqualität von Linsen entscheidend verbesserten. Auf diese Weise gelang ihm sehr bald eine bedeutende Qualitätssteigerung bei der Glas- und Linsenherstellung. So war es ab 1811 möglich, immer größere Objektive für Fernrohre herzustellen und ein breit gefächertes Angebot für verschiedene Fernrohrarten als auch Mikroskope, Lupen und Operngläsern bereitzustellen.
Ab 1814 waren Fraunhofer und Utzschneider alleinige Teilhaber des nunmehr selbständigen Optischen Instituts. Für die Astronomie bedeutsam ist in diesem Zusammenhang Fraunhofers Verbesserung des 1729 in England erfundenen achromatischen Linsenpaares. Anstatt die zwei Linsen durch Verkittung zusammenzufügen, setzte Fraunhofer sie mit einem Luftspalt hintereinander. Dies brachte zusätzliche Freiheitsgrade zur Korrektur von optischen Abbildungsfehlern. Entsprechende Fraunhofer-Achromaten werden auch heute noch in der Amateurastronomie verwendet.
Zwölf Jahre nach William Hyde Wollaston entdeckte Fraunhofer 1814 die nach ihm benannten Fraunhofer’schen Linien im Sonnenspektrum und erfand das Spektroskop. Außerdem führte er als erster Experimente zur Beugung von Licht an optischen Gittern durch (Fraunhofer’sche Beugung). Seine Erkenntnisse auf diesen Gebieten nutzte Fraunhofer, um die Materialeigenschaften (Brechungsindex) optischer Gläser mit einer wesentlich gesteigerten Genauigkeit zu messen. Mit diesem Wissen gelang es ihm, bessere Objektive zu fertigen, als es bis dahin möglich gewesen war. 1817 legte Fraunhofer der Königlichen Akademie der Wissenschaften in München die Abhandlung Bestimmung des Brechungs- und Farbenzerstreuungsvermögens verschiedener Glasarten in Bezug auf die Vervollkommnung achromatischer Fernröhre vor mit einer grafischen Darstellung der von ihm identifizierten 574 Sonnenspektrallinien als Beilage. 1817 wurde er zum korrespondierenden Mitglied der Akademie gewählt und 1821 als außerordentliches besuchendes Mitglied aufgenommen.
1819 wurde das Optische Institut nach München verlegt, weil Utzschneider aus Geldnot den Benediktbeurer Gebäudekomplex an Bayern verkaufte und nur die Glashütte behielt. Fraunhofer musste regelmäßig nach Benediktbeuern fahren, um die Glasschmelzen zu überwachen. Andererseits war von München aus ein besserer Kontakt zu einigen Kunden und der Akademie möglich, deren volles Mitglied er 1823 wurde als Konservator des physikalischen Kabinetts. In mehreren Abhandlungen und Akademiereden behandelte er nun physikalische Probleme wie das Mattwerden des Glases und verschiedene Lichtphänomene. Schon 1822 wurde ihm von der Universität Erlangen die Ehrendoktorwürde verliehen.
Im Optischen Institut wurden von Fraunhofer auch komplette Fernrohre hergestellt, die auch eine Aufstellung (Montierung) umfassten. Sein neuer Montierungstyp ist heute als deutsche Montierung bekannt und wird für den größten Teil kleiner und mittlerer Fernrohre und Teleskope vor allem in der Amateurastronomie verwendet.
Zwischen 1821 und 1823 erschienen wegweisende Arbeiten Fraunhofers zur Beugung des Lichts, u. a. Neue Modifikation des Lichts durch gegenseitige Einwirkungen und Beugung der Strahlen, und Gesetze derselben. Sie waren wichtige Grundlagenforschung, die auch Auswirkungen auf die Fertigung von Fernrohren hatten.
Er fertigte mit einer bis dahin unerreichten Präzision Beugungsgitter an. Mithilfe eines Diamanten gelang es ihm, einen Linienabstand von 0,00330 Millimeter zu erzielen.
Im Jahr 1824 vollendete Fraunhofer den Bau seines größten Fernrohres für die russische Sternwarte Dorpat (heute Tartu, Estland). Mit diesem Fernrohr mit einer für die damalige Zeit sensationellen Öffnung von 24,4 cm und einer Brennweite von 4,33 m untersuchte der Astronom Friedrich Georg Wilhelm Struve vor allem Doppelsterne. Ein zweites, baugleiches Exemplar erhielt 1829, nach dem Tod von Fraunhofer, die Berliner Sternwarte, mit dem 1846 von Johann Gottfried Galle der Neptun entdeckt wurde. Auch die Vollendung seines Heliometers für die Königsberger Sternwarte hat Fraunhofer nicht mehr erlebt.
Fraunhofer starb mit 39 Jahren 1826 an Lungentuberkulose.
Nach dessen Tod beförderte Utzschneider Georg Merz zum für den gesamten Betrieb verantwortlichen Werkstattleiter und Joseph Mahler zu seinem Stellvertreter, behielt aber das schon immer streng geheim gehaltene Glasschmelzverfahren bis 1832 in seiner Hand.
1839 veräußerte Utzschneider dann das Optische Institut an Merz und Mahler.

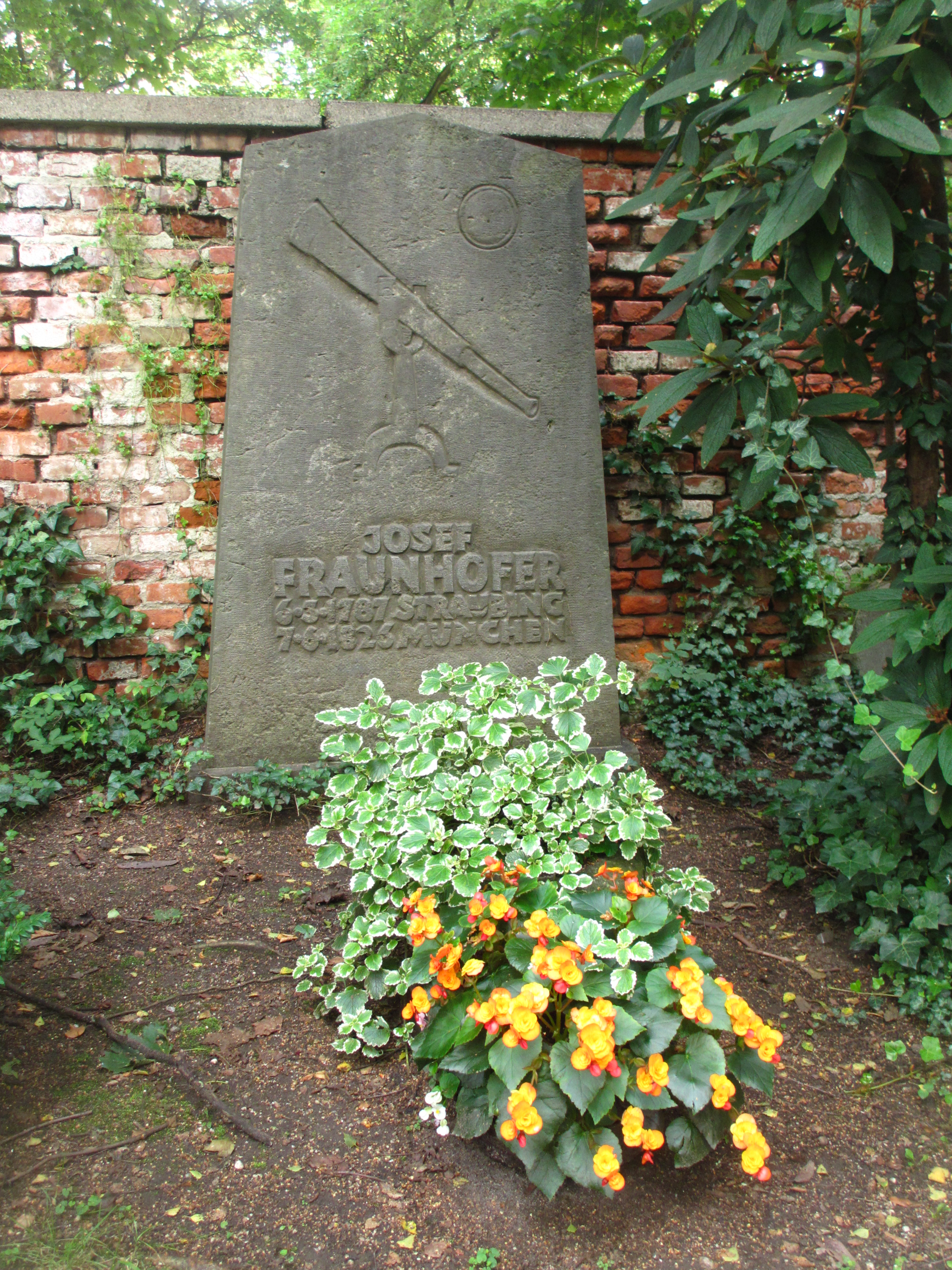
Fraunhofers Grab auf dem Alten Südlichen Friedhof in München.

## Grabstätte
Fraunhofers Grab liegt auf dem Alten Münchner Südfriedhof (Alte Arkaden, Platz 12 bei Gräberfeld 25 → Standort) unmittelbar neben dem seines Kollegen Georg von Reichenbach (Alte Arkaden, Platz 11 bei Gräberfeld 25), der nur zwei Wochen vor ihm verstorben war.
Das ursprüngliche Grab war ein Arkadengrab, das im Zweiten Weltkrieg zerstört wurde. Es trug die Inschrift Approximavit sidera („Er brachte die Gestirne näher“). Der jetzige Grabstein ist ein Ersatzgrabstein und liegt an gleicher Stelle. Nur etwa 50 Meter entfernt ist die Grabstätte von Joseph Utzschneider (Alte Arkaden Platz 32 bei Gräberfeld 23).

## Entdeckung der Fraunhoferschen Linien

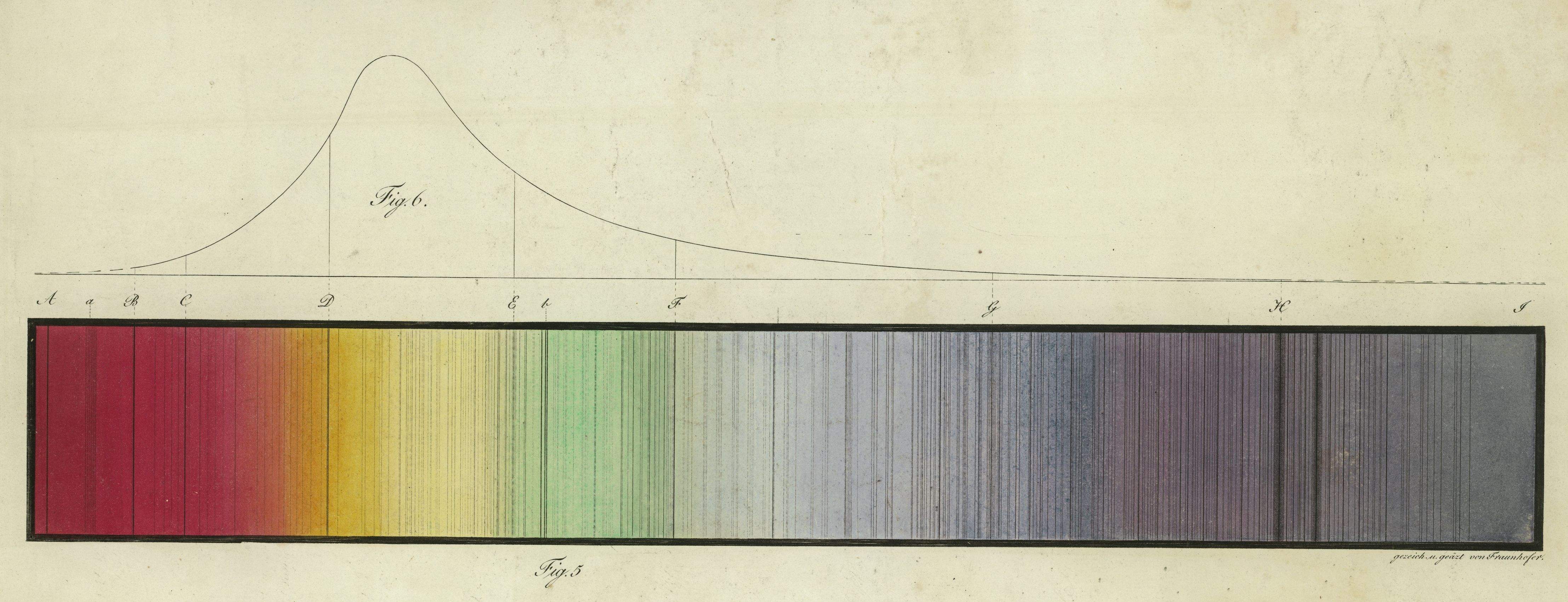
Fraunhofers Original-Spektrum mit Fraunhoferlinien

Der englische Chemiker William Hyde Wollaston war 1802 der erste Beobachter von dunklen Linien im Sonnenspektrum. Diese wurden dann 1814 davon unabhängig von Fraunhofer wiederentdeckt, welcher sie daraufhin systematisch studierte und die dann nach Fraunhofer Fraunhofersche Linien benannt wurden.

## Ehrungen

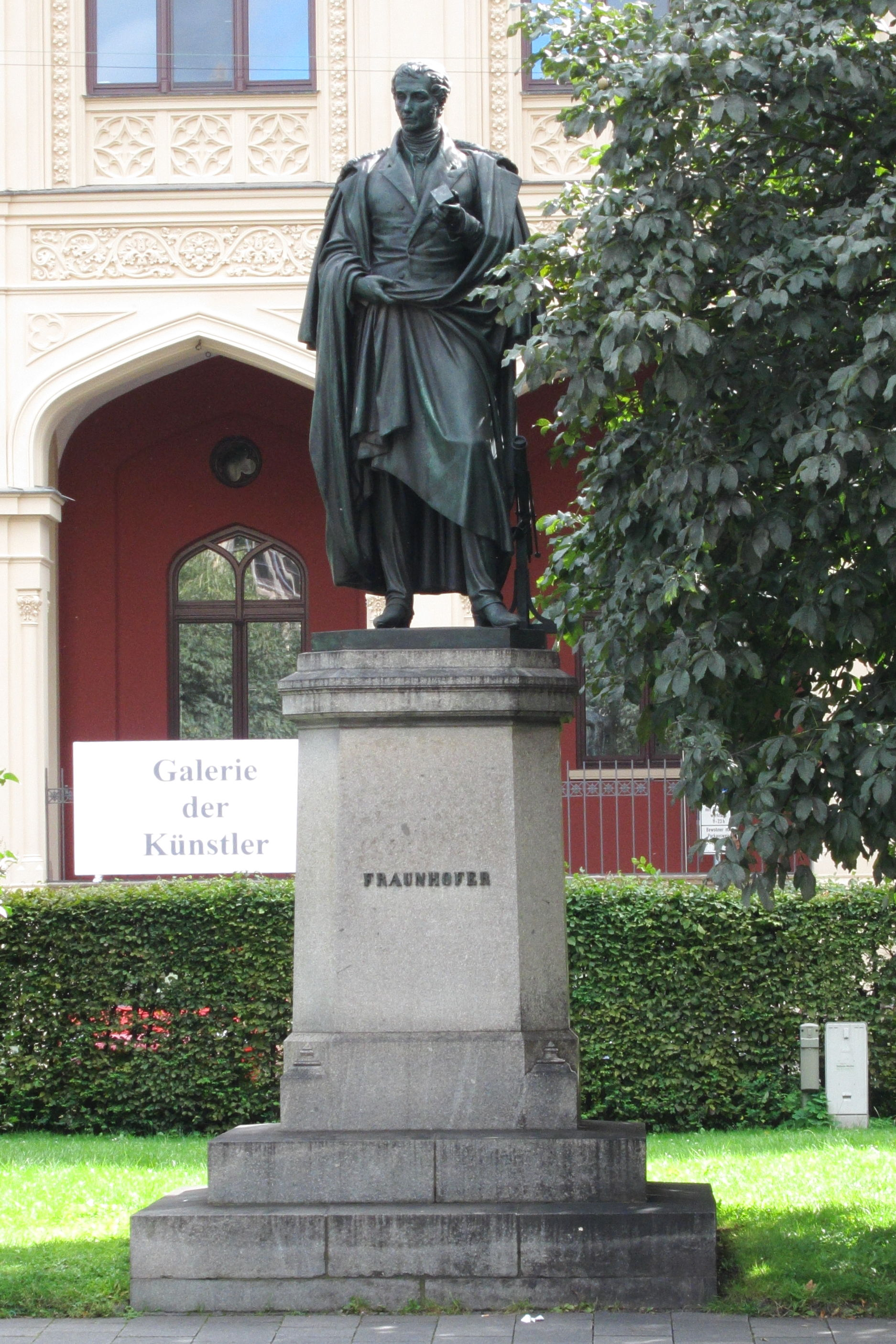
Bronzestandbild (1868 von Johann Halbig), Maximilianstraße in München

- 1817: korrespondierendes Akademiemitglied (Antrag des Hofastronomen Johann Georg von Soldner)
- 1821: außerordentliches Mitglied und Konservator des physikalischen Kabinetts der Bayerischen Akademie der Wissenschaften[9]
- 1822: Ehrendoktor der Universität Erlangen (auf Vorschlag von Prof. Johann Wilhelm Pfaff)
- 1823: ordentliches Mitglied, Bayerische Akademie der Wissenschaften
- 1824: 15. August Ritter des Verdienstordens der Bayerischen Krone und damit Erhebung in den persönlichen Ritterstand[10]
- 1824: Ehrenbürger der Stadt München

In der Münchener Maximilianstraße wurde im Mai 1868 ein Denkmal mit dem Standbild Fraunhofers nach dem Entwurf des Bildhauers Johann Halbig feierlich enthüllt. Den Bronzeguss hatte die Gießerei von Miller durchgeführt.

## Namensgeber
Nicht nur an seiner Wirkungsstätte in der Münchner Isarvorstadt und seiner Geburtsstadt Straubing sind Straßen und Plätze nach Fraunhofer benannt. In mehr als 40 Orten in Deutschland und Österreich ist Fraunhofer Namensgeber für Straßen, Wege und Plätze:
Seinen Namen trägt auch eine Münchner U-Bahn-Station. Die Staatliche Berufsschule I in Straubing wurde nach ihm benannt, ebenso wie die Staatliche Realschule München II (1985) und das Joseph-von-Fraunhofer-Gymnasium Cham.
Eine physikalische Einheit wurde zeitweilig nach ihm benannt.
Nach einer Sondermarke der Deutschen Bundespost von 1987 im Wert von 80 Pfennig zu Fraunhofers 200. Geburtstag gab die Deutsche Post AG anlässlich seines 225. Geburtstages zur erneuten philatelistischen Würdigung eine Sondermarke im Wert von 90 Eurocent heraus. Der Erstausgabetag war der 2. Januar 2012. Der Entwurf stammt von Daniela Haufe und Detlef Fiedler aus Berlin.
Der Mondkrater Fraunhofer wurde 1935 nach ihm benannt, ebenso im Jahr 2000 der Asteroid (13478) Fraunhofer.
Nach ihm benannt ist die Pflanzengattung Fraunhofera Mart. aus der Familie der Spindelbaumgewächse (Celastraceae).
1963 wurde im Kloster Benediktbeuern die Historische und Fraunhofer Glashütte als Museum mit noch zwei erhaltenen Hafenschmelzöfen eröffnet.
Seit 1978 vergibt die Fraunhofer-Gesellschaft den Joseph-von-Fraunhofer-Preis an wissenschaftliche Leistungen ihrer eigenen Mitarbeiter.

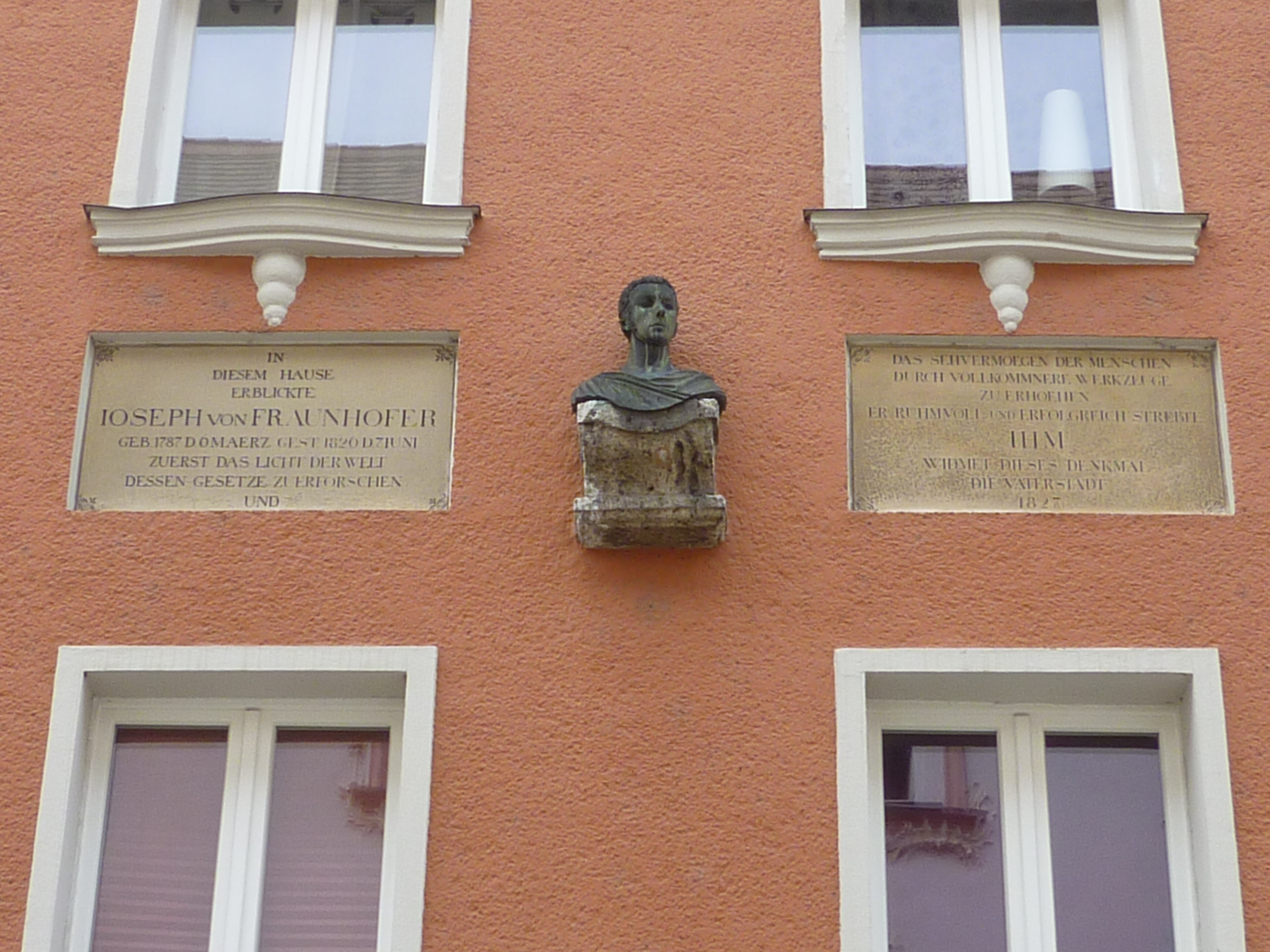
Büste von Fraunhofer am Geburtshaus Fraunhoferstraße 3 in Straubing.
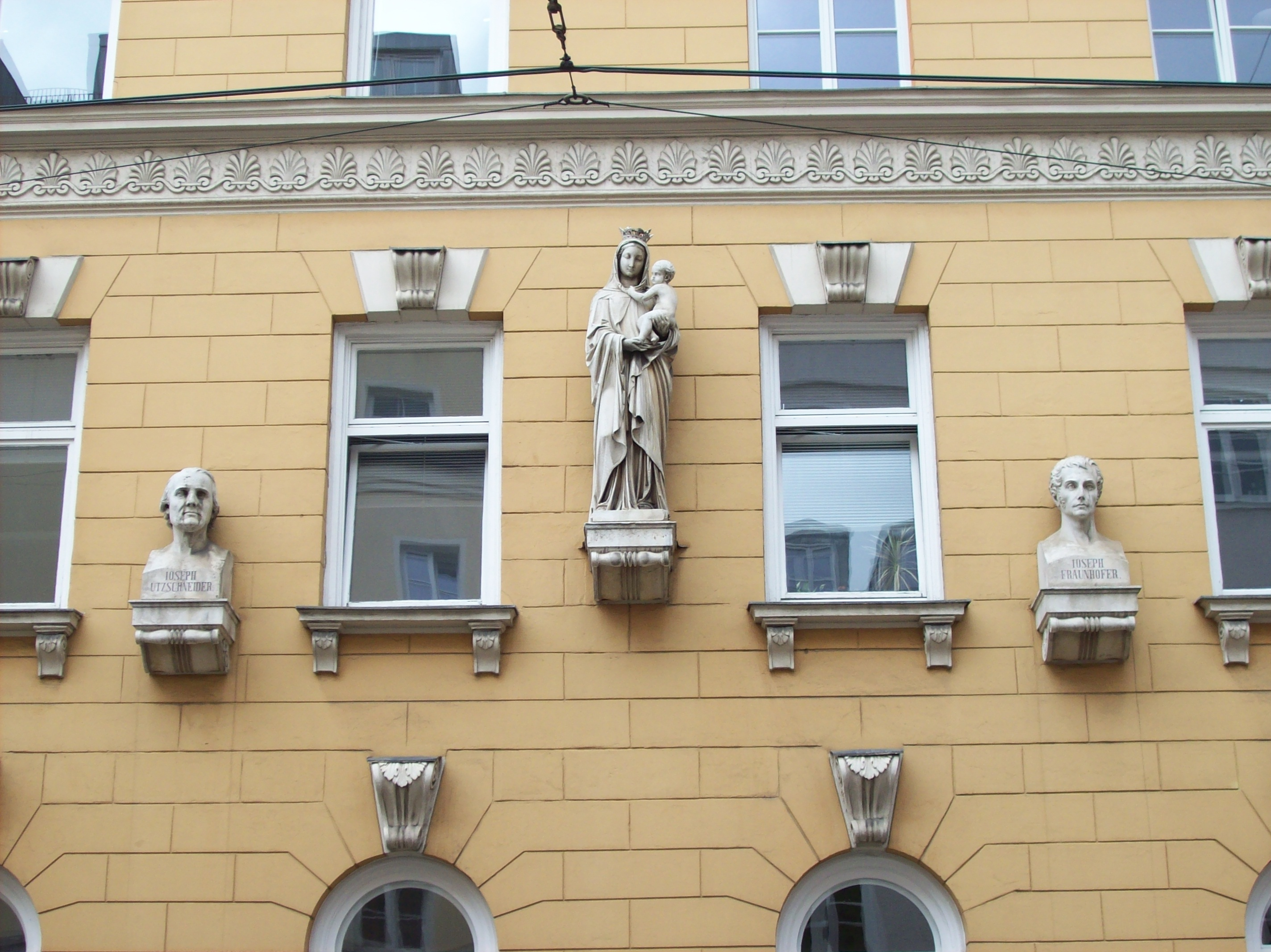
Büsten von Utzschneider und Fraunhofer am Wohnhaus Müllerstraße 40 in München.
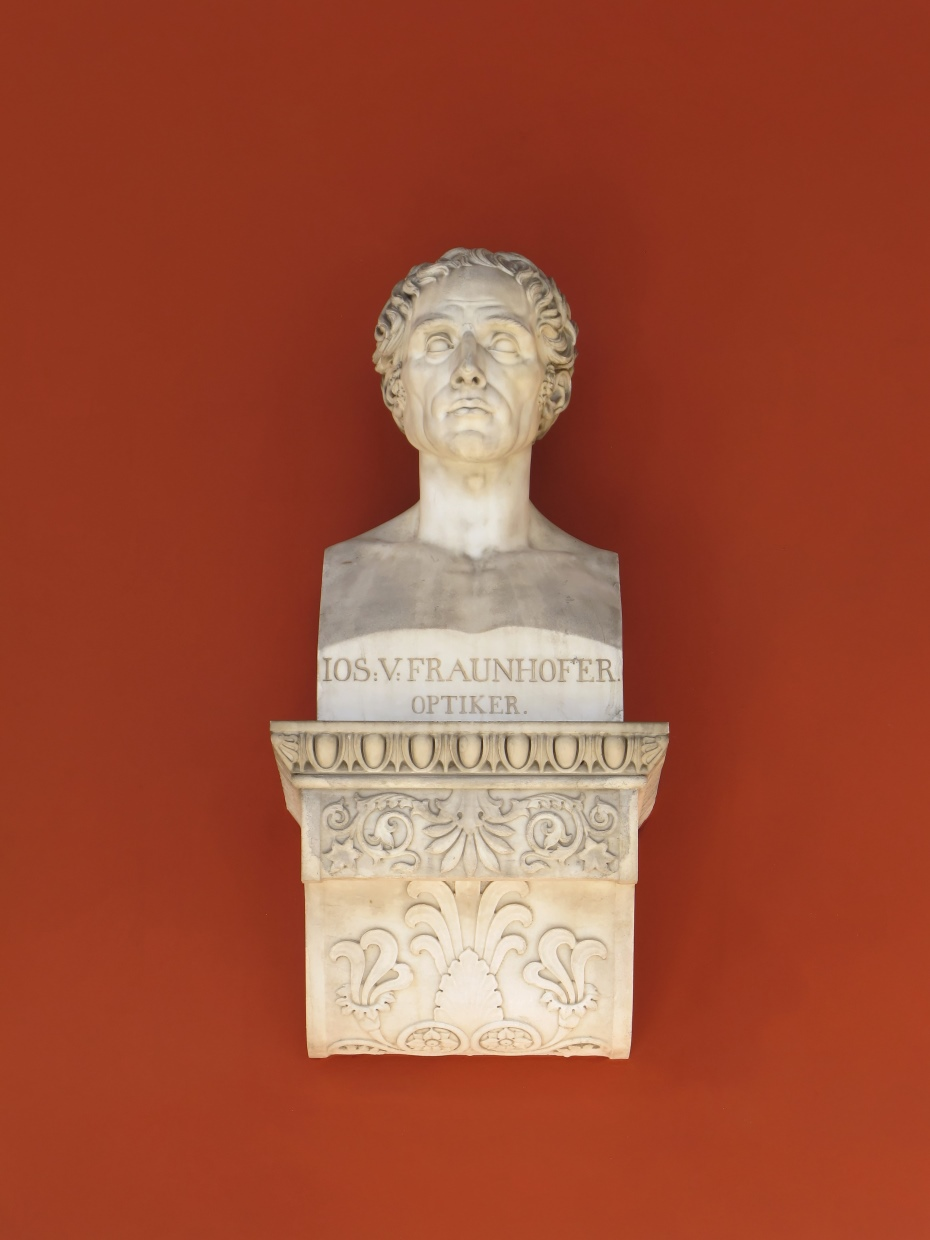
Büste von Fraunhofer in der Ruhmeshalle in München.

## Literatur

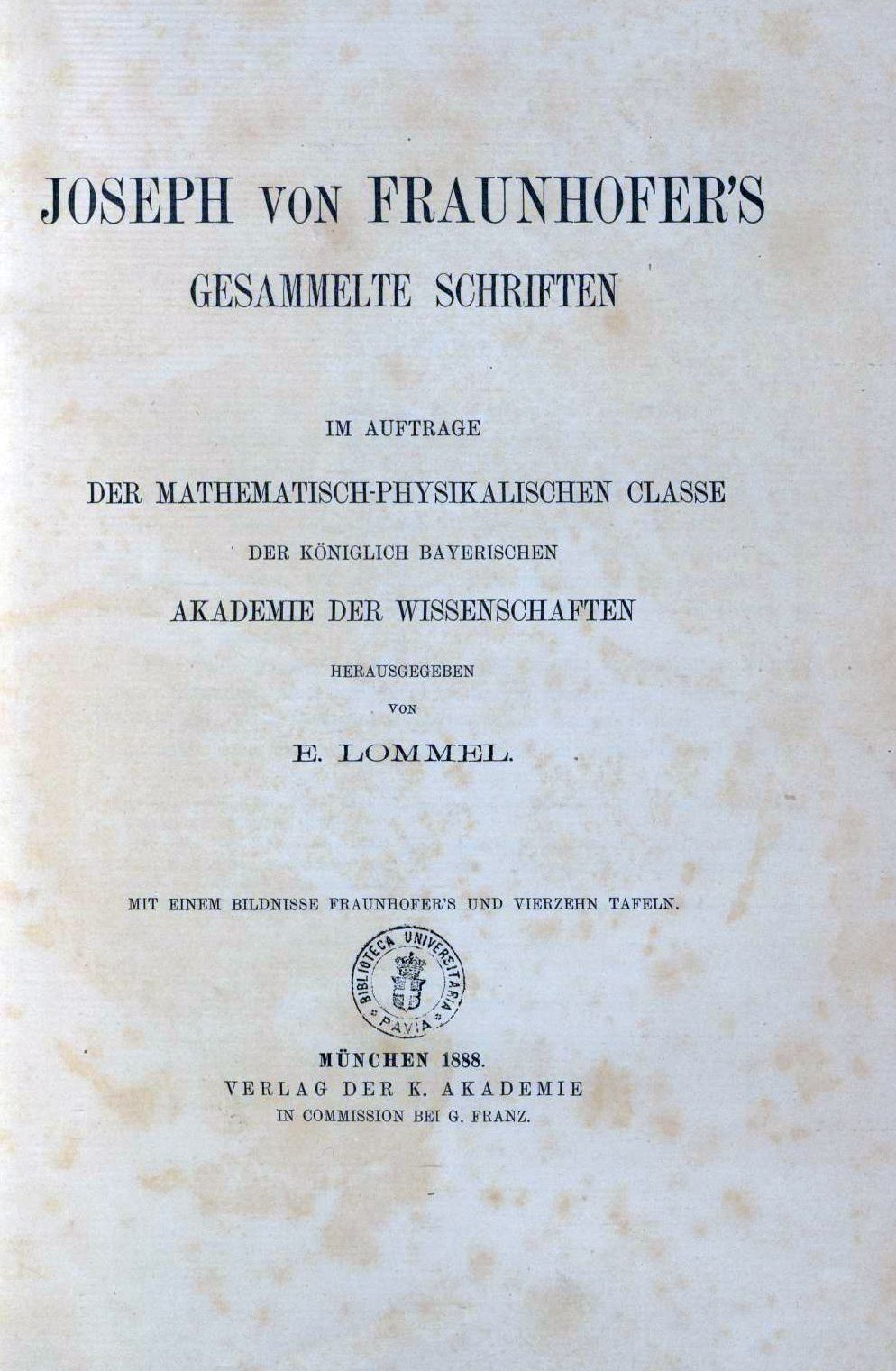
Gesammelte Schriften, 1888

## Film
- Joseph von Fraunhofer. Dunkle Linien im Sonnenlicht. Dokumentarfilm-Reihe in drei Teilen à 30 Minuten. Deutschland, 2011, Buch: Jörg Lösel, Regie: Joerg Richter, Lorenz Kloska, Reihe: Erfinder und Vordenker, Produktion: Inter/Aktion GmbH, BR-alpha, Filminformationen (Memento vom 21. März 2023 im Internet Archive) und Fotos vom Bayerischen Rundfunk.
- Joseph von Fraunhofer: Waise und Wunderkind (Folge 1) in der ARD-Mediathek. Video (29 Min.), abrufbar bis 25. Juli 2028
- Joseph von Fraunhofer: Forscher aus Leidenschaft (Folge 2) in der ARD-Mediathek. Video (30 Min.), abrufbar bis 25. Juli 2028
- Joseph von Fraunhofer: Erfinder und Vordenker (Folge 3) in der ARD-Mediathek. Video (30 Min.), abrufbar bis 26. Juli 2028